# پوتنی (جورجیا)
پوتنی (به انگلیسی: Putney) یک منطقهٔ مسکونی در ایالات متحده آمریکا است که در شهرستان دووگرتی، جورجیا واقع شده‌است. پوتنی ۵۶٫۸ کیلومتر مربع مساحت و ۲٬۸۹۸ نفر جمعیت دارد و ۶۱ متر بالاتر از سطح دریا واقع شده‌است.